# 군산산북중학교
군산산북중학교(群山山北中學校)는 대한민국 전북특별자치도 군산시 산북동에 있는 공립 중학교이다.

## 학교 연혁
- 1993년 8월 13일 : 학교 설립 인가 (24학급)
- 1996년 3월 4일 : 제1회 신입생 입학 (6학급 290명)
- 2024년 1월 5일 : 제26회 졸업식(졸업생수 165명, 총 졸업생수 6,200명)
- 2024년 3월 4일 : 제29회 신입생 입학(6학급 169명, 총 20학급(특수 1학급))
- 2024년 9월 1일 : 제9대 정선희 교장 부임

## 참고 자료
- 군산산북중학교 - 한국교육학술정보원 학교알리미